# انقلاب 1969 في الصومال
انقلاب الصومال عام 1969 هو الاستيلاء غير الدموي على الحكومة الصومالية في 21 أكتوبر 1969 من قبل ضباط عسكريين من أقصى اليسار بالمجلس الثوري الأعلى بقيادة محمد سياد بري. اقتحمت القوات الصومالية المدعومة من الدبابات تحت قيادة بري مقديشو واستولت على المباني الحكومية الرئيسية وأمرت باستقالة قادة البلاد. أطاح الانقلاب بالرئيس شيخ مختار محمد حسين ورئيس الوزراء محمد إبراهيم عقال وأدى إلى حكم بري العسكري لمدة عشرين عامًا وفرض حكومة ماركسية لينينية في الصومال حتى عام 1991.
نشأ هذا الانقلاب عن الانتخابات البرلمانية المتنازع عليها للغاية في مارس 1969 والتوترات السياسية، أدى الانقلاب إلى القمع السياسي والصومال لتصبح دولة شييوعية تابعة للنفوذ السوفياتي حتى حرب أوغادين عام 1977 في هذه المرحلة أصبحت حليفا للولايات المتحدة. كان هذا أول انقلاب ناجح بعد محاولتين أجهضتا سابقًا في التاريخ الصومالي منذ استقلال البلاد قبل تسع سنوات في عام 1960.